# Tyge Rothe (trädgårdsmästare)

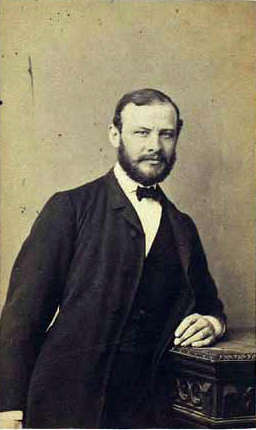
Tyge Rothe.

Tyge Rothe, född 13 september 1834 i Köpenhamn, död där 16 oktober 1887, var en dansk trädgårdsmästare.
Rothe, som var son till Rudolph Rothe, avlade trädgårdsmästarexamen 1853, var under fyra år medhjälpare i Botanisk Have och företog därefter en längre utlandsresa. År 1859 anställdes han som assistent vid Veterinær- og Landbohøjskolens trädgård och botaniska undervisning. År 1867 utnämndes han till slottsträdgårdsmästare vid Rosenborgs slott och behöll denna befattning till sin död. Förutom en mängd större och mindre avhandlingar om trädgårdsämnen i olika tidskrifter utgav han del 1 och 2 av Grundlag for Vejledning i Plantedrivning, Erindringsord til Forelæsninger, holdte vid Rosenborg Gartnerlæreanstalt (tredje delen av detta verk, som utkom efter hans död, utarbetades av hans efterträdare som slottsträdgårdsmästare, C.F. Paludan. Rothe innehade en mängd förtroendeuppdrag, han var således bland annat en antal år medlem av det Kongelige danske Haveselskabs styrelse, ordförande för Gartnernes Hjælpeforening 1877–1887 och borgarrepresentant.